# محمد بن الغازي الزموري
الحاج محمد بن الغازي الرَّمُوري (توفي 1240 هـ) من رجالات دار المخزن ورئيس قبائل زيان الأمازيغية وأكثرهم تأثيرا في البربر بداية القرن التاسع عشر بالمغرب الأقصى في عهد السلطان سليمان بن محمد والسلطان أبو الفضل عبد الرحمن بن هشام.

## مسيرته

### التمرد على المخزن
كان قائد عسكريا مواليا للمخزن، لكن ولائه كان متذبذبا ومشبوه. حين أعلن المولى سليمان أواخر شهر مايو 1819م عزمه غزو قبائل اتحادية أيت أومالو المتمردة والمكونة من زيان، بني مگيلد، وآيت يوسي، بالأطلس المتوسط، التي التحمت حول قائدها القوي أبي بكر أمهاوش، وألحقت بجيوش المخزن هزيمة نكراء في معركة آزرو قبل ثمان سنوات. واستعان السلطان لحملته بعرب الحوز والبخاريين وجيش الأوداية وشراقة وعرب الغرب وبرابرته، الذين كان الزموري من بين قادتهم. جمع السلطان حوالي ستين ألفا من الجند، فأغار على مزارع آيت أومالو في آدخسان، وأتى عليها بالكامل. حاول الزعماء الأمازيغيون استمالة السلطان إلى الصلح، لكنه رفض رفضا قاطعا. بعد يوم من القتال اشتكت القبائل العربية للسلطان حجم خسائرها الكبير بينما لم يهلك الكثير في صفوف حلفاء السلطان من الأمازيغ، تحت قيادة محمد بن الغازي الزموري، وحسب الناصري فإن الزموري عقد اتفاق مع أمهاوش:

كتم المولى سليمان الأمر في نفسه، وفي اليوم الموالي قَدَّمَ السلطان جيش البخاري والأوداية وجيوش القبائل العربية، وطلب من جيوش القبائل الأمازيغية عدم المشاركة في القتال، مدعيا اختبار العرب. فأذعن الأمازيغ للأمر، ولزموا مواقعهم. لكن ما ان اشتدت الحرب، حتى أغاروا على جيوش المخزن من الخلف، فوقع السلطان بين كماشة قبائل من آيت أومالو من الأمام وقبائل زمور من الخلف. فوقع المولى سليمان أسيرا في يد البربر، وأطلقوا سراحه احتراما لنسبه الشريف.
في 19 شعبان 1334 هـ / 13 يونيو 1918 عينه المولى سليمان قائداً على مكناسة الزيتون التي اشتد الحصار عليها وغلت الأسعار بسبب الفتنة.
تسببت موقعة زيان في ذهاب هيبة السلطان وانغلاقه على نفسه ووقوع انقلاب بفاس على يد أبناء المولى اليزيد بن محمد، توفي على اثرها مغموما.

### بيعة المولى عبد الرحمن
قرر أمازيغ الأطلس المتوسط بزعامة أبو بكر بن مهاوش والحاج محمد بن الغازي الزموري رفض بيعة السلطان أبو الفضل عبد الرحمن بن هشام. ويروي الناصري: « وربما شايعهم على ذلك بعض غواة العرب مثل الصفافعة والتوازيط من بني حسن وزعير وجل عرب تادلا».
أخمدت هذه الثورة لبروز عامل ديني صوفي ساهم في توحيد الصفوف ويتعلق الأمر بالشيخ عبد الله الدرقاوي المسجون عند الجيش السلطاني والذي أطلق سراحه مقابل تراجع محمد بن الغازي عن ثورته، لكونه أبرز مريدي الزاوية الدرقاوية. قربه السلطان منه في مراكش وصاهره بإحدى حظايا عمه المولى سليمان. ألقى عليه القبض بعد تغيبه عن مجالس السلطان ولتجنب هروبه من مراكش، حيث بدأ الزموري يخشى على نفسه وارتاب من السلطان بعد أن أخطأه أحد العبيد برصاصة في أزقة مراكش وهو راجع إلى بيته. لما بلغ السلطان أنه يحتال للفرار قبض عليه وبعث به إلى الصويرة التي كانت تتميز بسجن سيئ السمعة يجمع المجرمين الكبار فسجن بها حتى أصبح ميتا سنة 1240 هـ.